# Termokrasové jezero

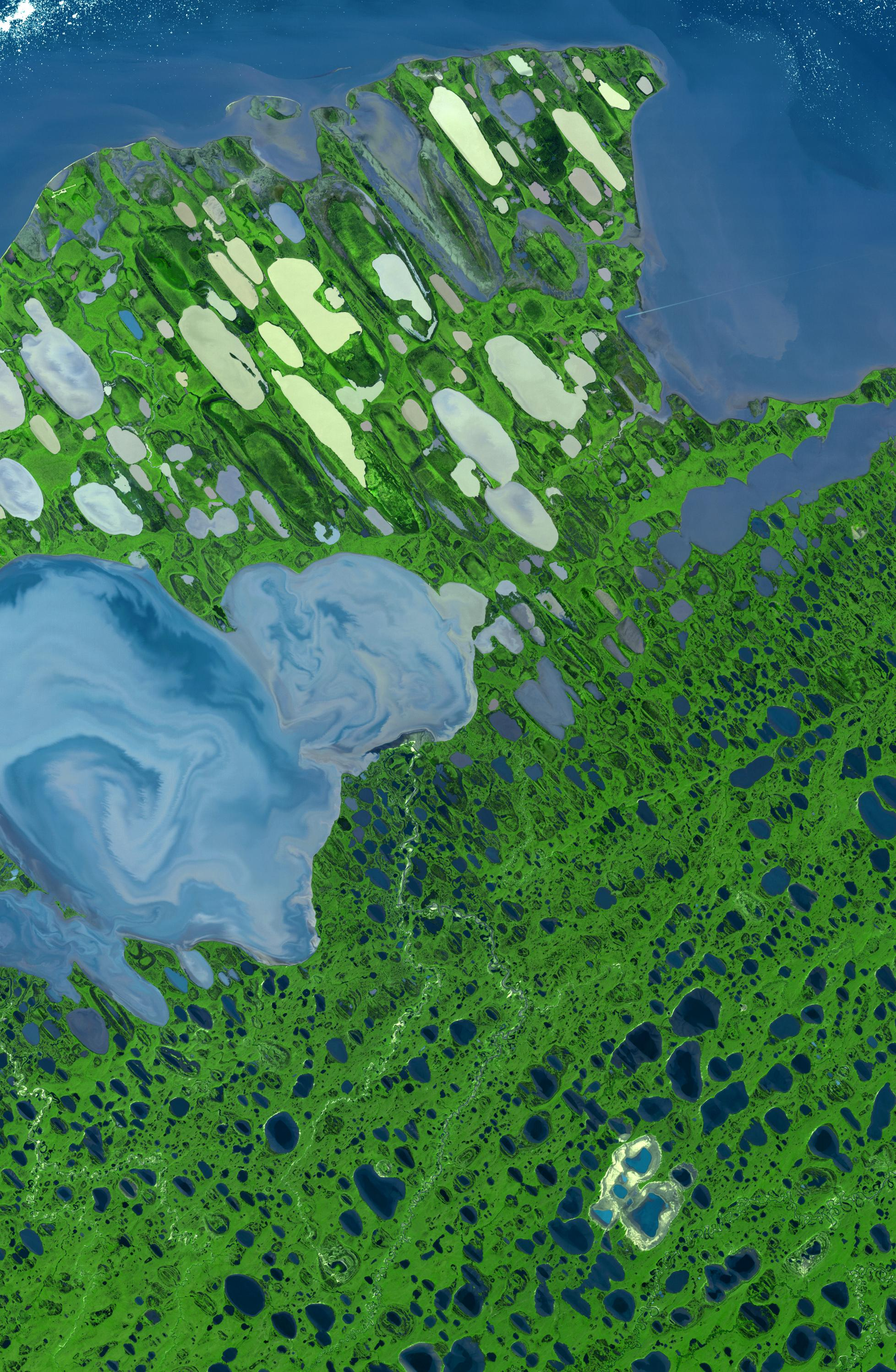
Satelitní snímek jezera Teshekpuk vlevo a jezera Alaska North Slope. Zelená barva znázorňuje vegetaci a modrá barva vodní plochu

Termokrasové jezero je druh jezera, který vznikl zmrznutím vody v polárních oblastech. Jedná se mělká jezera v oblastech věčně zmrzlé půdy a vznikají propadem roztávající půdy a následným zatopením. Mají podlouhlý tvar protažený ve směru převládajících větrů. Taková jezera se vyskytují ve větších množstvích na jednom místě a mohou být navzájem propojena.

## Druhy
- alasové jezero
- pingové jezero